# Carlos Figueroa Serrano
Carlos Figueroa Serrano (Angol, 28 novembre 1930) è un politico e avvocato cileno.
Esponente del Partito Democratico Cristiano del Cile, ricoprì la carica di ministro dell'economia dal 1969 al 1970, nel governo di Eduardo Frei Montalva; nel governo di Eduardo Frei Ruiz-Tagle fu ministro degli affari esteri dal marzo al settembre 1994 e successivamente ministro dell'interno, dal 1994 al 1998.